# Zimowe Mistrzostwa Polski Seniorów w Lekkoatletyce 1934
2. Zimowe Mistrzostwa Polski Seniorów w Lekkoatletyce – zawody lekkoatletyczne, które zostały rozegrane 2 lutego 1934 w Przemyślu w hali należącej do Urzędu Okręgowego WF.

## Rezultaty

### Mężczyźni
| Konkurencja:              | 1. miejsce                                                   | Rezultat | 2. miejsce                                                        | Rezultat | 3. miejsce                                             | Rezultat |
| Bieg na 50 m              | Edward Trojanowski Polonia Warszawa                          | 5,9      | Stefan Sikorski Polonia Warszawa                                  | 5,9      | Janusz Łopacki AZS Warszawa                            |          |
| Bieg na 3000 m            | Paweł Orłowski Pogoń Katowice                                | 9:19,3   | Kazimierz Fiałka Cracovia                                         | 9:22,0   | Zenon Puchalski Warszawianka                           |          |
| Bieg na 50 m przez płotki | Stefan Twardowski AZS Warszawa                               | 7,9      | Stefan Kostrzewski AZS Warszawa                                   | 8,0      | Jan Wieczorek Śmigły Wilno                             |          |
| Sztafeta 6 × 50 m         | AZS Warszawa                                                 | 42,0     | Warszawianka                                                      |          | AZS Poznań Makkabi Kraków                              |          |
| Sztafeta 3 × 800 m        | Cracovia Kazimierz Fiałka Wacław Soldan Kazimierz Drozdowski | 6:34,1   | AZS Warszawa Aleksander Jurkowski Józef Miller Stefan Kostrzewski | 6:35,2   | Pogoń Katowice Jan Brehmer Edward Danielak Jan Rakoczy |          |
| Skok wzwyż                | Jerzy Pławczyk AZS Warszawa                                  | 1,86     | Wilhelm Chmiel Pogoń Katowice                                     | 1,81     | Eugeniusz Lokajski Warszawianka                        | 1,75     |
| Skok o tyczce             | Juliusz Kluk Legia Warszawa                                  | 3,84     | Antoni Morończyk Sokół-Macierz Lwów                               | 3,75     | Jerzy Pławczyk AZS Warszawa                            | 3,66     |
| Skok w dal                | Stefan Sikorski Polonia Warszawa                             | 6,65     | Stefan Twardowski AZS Warszawa                                    | 6,59     | Jerzy Pławczyk AZS Warszawa                            | 6,55     |
| Pchnięcie kulą            | Zbigniew Tilgner Sokół Poznań                                | 14,89    | Sławomir Zieleniewski AS Warszawa                                 | 12,86    | Mikołaj Kałuba AZS Warszawa                            | 12,66    |

### Kobiety
| Konkurencja:              | 1. miejsce                           | Rezultat | 2. miejsce                        | Rezultat | 3. miejsce                            | Rezultat |
| Bieg na 50 m              | Maryla Freiwald Makkabi Kraków       | 7,0      | Helena Gottlieb Makkabi Kraków    | 7,2      | Jadwiga Batiuk AZS Lwów               |          |
| Bieg na 500 m             | Irena Świderska AZS Poznań           | 1:26,1   | Jadwiga Nowacka AZS Warszawa      | 1:28,0   | Camilla Mondral Pogoń Katowice        | 1;38,4   |
| Bieg na 50 m przez płotki | Maryla Freiwald Makkabi Kraków       | 8,3      | Erna Orzeł Stadion Królewska Huta | 8,5      | Jadwiga Wajsówna Sokół Pabianice      |          |
| Skok wzwyż                | Erna Orzeł Stadion Królewska Huta    | 1,41     | Alina Dunin AZS Poznań            | 1,41     | Aniela Sikora Stadion Królewska Huta  | 1,37     |
| Skok w dal                | Alina Dunin AZS Poznań               | 4,66     | Maryla Freiwald Makkabi Kraków    | 4,54     | Zofia Szybska PZS Przemyśl            | 4,45     |
| Skok w dal z miejsca      | Aniela Sikora Stadion Królewska Huta | 2,30     | Alina Dunin AZS Poznań            | 2,21     | Janina Wasilewska Pogoń Katowice      | 2,12     |
| Pchnięcie kulą            | Genowefa Cejzikowa AZS Warszawa      | 11,35    | Jadwiga Wajsówna Sokół Pabianice  | 11,13    | Alicja Szmigielska Sokół-Macierz Lwów | 9,31     |